# Kasteel van Berlare

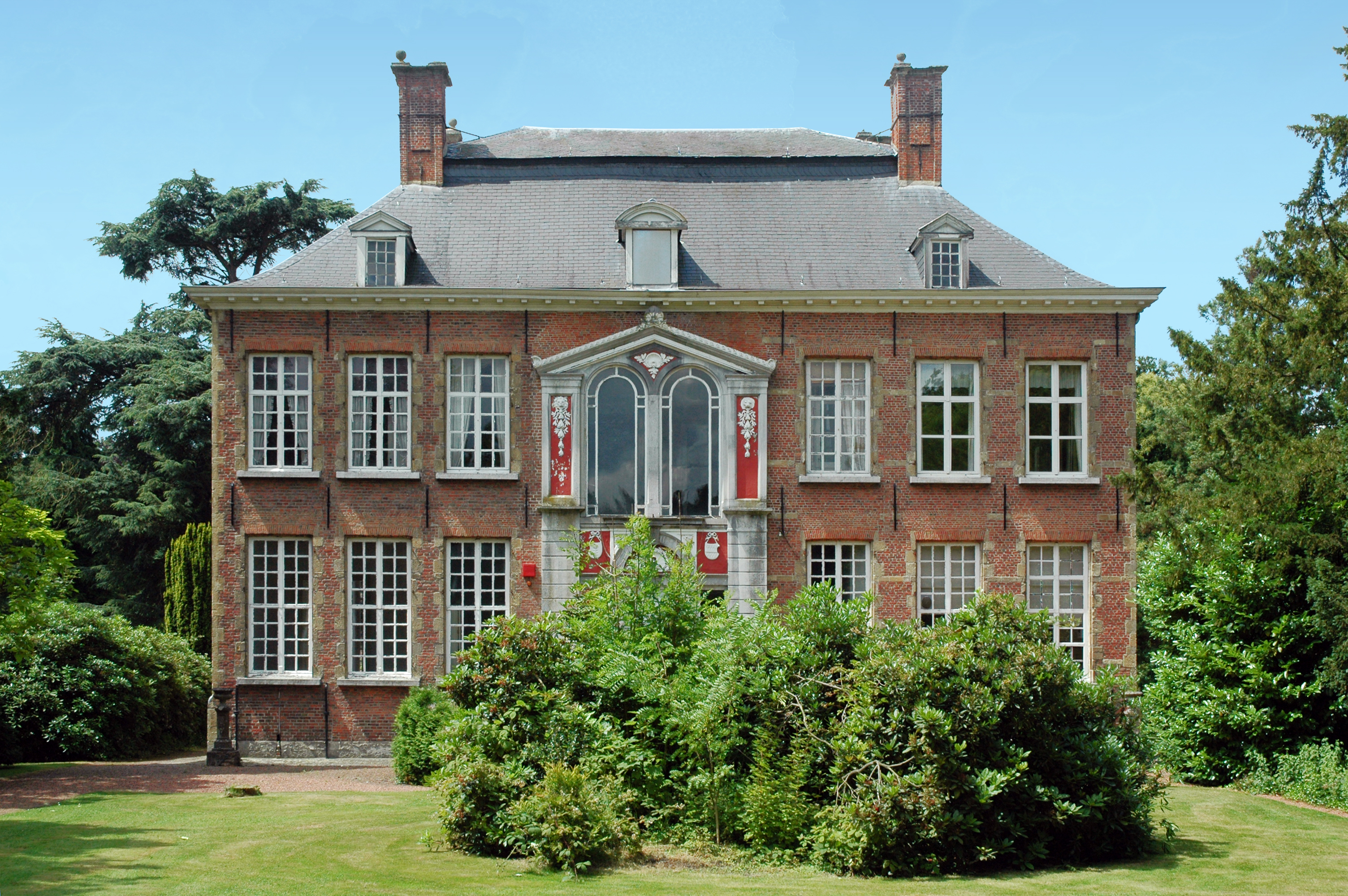
Kasteel van Berlare in juli 2012

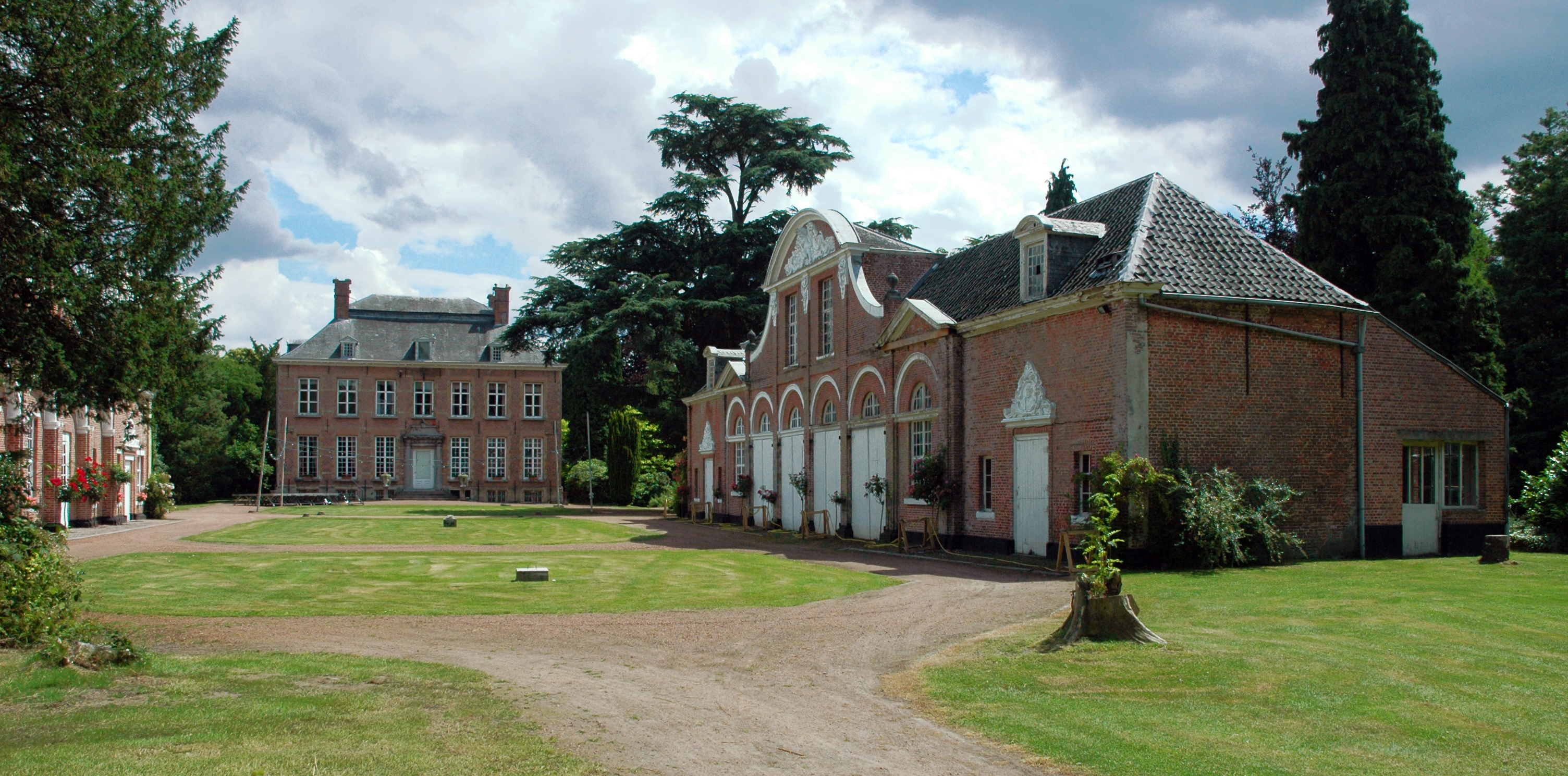
Voorplein met in de achtergrond het kasteel. Er staan twee ongeveer gelijke, parallelle dienstgebouwen in rococostijl aan beide kanten van het voorplein.

Het Kasteel van Berlare is een kasteel in de Belgische gemeente Berlare. Het huidige bouwwerk dateert uit de 18e eeuw en werd in opdracht van Aloysius vanden Meersche, de toenmalige heer van Berlare, gebouwd. Het kasteel wordt omgeven door een grote tuin in landschappelijke stijl met dreven, een bos en vijverpartijen. Sinds 2012 is het kasteelpark toegankelijk voor wandelaars en fietsers.
Het kasteel ligt in het hartje van Berlare, ten zuiden van de Sint-Martinuskerk. Ten zuidoosten van het kasteelpark ligt de gemeentelijke begraafplaats.

## Geschiedenis
Het kasteeldomein gaat terug op een site met walgrachten, waarschijnlijk in oorsprong een hoeve, die toebehoord zou hebben aan de adellijke familie van Berlaere. De familie De Castro werd in 1630 eigenaar van het landgoed en liet er later een kasteel oprichten, dat echter in 1675 vernield werd door Franse soldaten. Juan Bernard de Castro, heer van Berlare, en zijn zus Isabelle Françoise de Castro verkochten het domein in 1688 aan Frans Aloïs vanden Meersche, een Gentse lakenfabrikant en raadsheer in de Raad van Vlaanderen. Omstreeks 1722 werd het kasteel heropgebouwd. De parallelle bouwhuizen in rococostijl aan het voorplein kwamen vermoedelijk in de late 18e eeuw tot stand.
Leden van de familie Vanden Meersche bleven heren van Berlare en eigenaar van het kasteel tot 1791, toen het domein door huwelijk in het bezit kwam van de familie De Lichtervelde. Zij woonden er tot 1883. Joris Vergauwen, die van 1884 tot 1905 burgemeester van Berlare was, kocht het kasteel in 1883. In 1906 werd het aan Emile Roos verkocht en daarna werd het bezit van de familie Jonas-Roos. Later erfde de familie Nicod het kasteel, dat zij als buitengoed gebruikten. Het gemeentebestuur van Berlare kocht het domein aan in 2008. Op 27 mei 2012, de Dag van het Park, werd het kasteelpark officieel in gebruik genomen als publiek park. Er worden wel nog een aantal beheerswerken uitgevoerd in de tuinen van het kasteel en een werkgroep buigt zich over de renovatiemogelijkheden voor het kasteel zelf.